# マイ・プリンセス
『マイ・プリンセス』は、2011年1月5日から2月24日まで韓国のMBCで放送されたテレビドラマである。
日本では、2011年8月31日から、フジテレビの『韓流α』枠にて放送された。

## ストーリー
大学生のソルは、観光客相手の記念写真のモデルとして皇女役のアルバイトをしているとき、公務でいあわせた外交官のヘヨンと出会う。
ヘヨンの祖父トンジェは、財閥テハン・グループの会長で、その創業時に皇室財産を流用した罪を悔い、皇室再建を図るため、今は亡き皇孫の一人娘のゆくえを捜していた。ソルと会ったトンジェはソルの話を聞いて、ソルこそ皇女にちがいないと確信し、記者会見を開き、皇室再建を国民に訴え、あわせて皇室再建のために全財産を皇室財団を通じ社会に還元すると発表する。
テハン・グループの相続人であるヘヨンとその許婚ユンジュは、財産の社会還元を阻止するため、ソルを留学させようとするが失敗する。
ソルは皇室再建に関する報道で亡父にかけられた詐欺師の汚名をそそぐ為に宮殿に入る。一方ヘヨンも、財閥の御曹司として最高の教育を受けた者という理由で、一般人として生活してきたソルを皇女として恥ずかしくない女性にするための教育係として宮殿に入る。
対立する立場のソルとヘヨンだったが、宮殿で一緒に過ごすうちに、互いを慕いあうようになる。ヘヨンはソルを皇女にしようと考えるようになり、周囲から誤解されながらも、皇室再建を目指すようになる。
しかし、皇女としてのソルを守ろうとするヘヨンの行動が、大統領の反感を買い、ヘヨンは教育係を解任される。さらにユンジュが偽皇女事件を捏造し、ソルを宮殿から追い出す。
ヘヨンは、テハン・グループの創業が不正な資金でまかなわれ、父と自分が皇室再建を妨害したことを謝罪会見で明らかにし、事態の収拾を図る。トンジェは孫であるヘヨンが偽皇女事件の収拾を図る姿を見て、ヘヨンの行いをほめ、皇女を守るようにと言い残して亡くなる。
偽皇女事件が解決し、ソルは宮殿に戻る。故トンジェの全財産が皇室財団に寄付される。国民投票の結果、皇室再建が決定する。
2年後、外国に赴任していたヘヨンがソルにプロポーズするために用意した指輪を手に帰国する。ソルはヘヨンにプロポーズさせようと作戦を練る。しかし、大統領はヘヨンに再び外国赴任を言い渡す。ヘヨンはソルに赴任先へ一緒に行くことを求めるが、ソルは応じない。しかし、ヘヨンが赴任先に向かう飛行機に搭乗すると、隣席にはソルがいた。

## キャスト
イ・ソル - キム・テヒ (武田華)普通の女子大生。
パク・ヘヨン - ソン・スンホン (鈴木正和)トンジェの孫。エリート外交官。
ナム・ジョンウ - リュ・スヨン (西健亮)ソルの通う大学の助教授。
オ・ユンジュ - パク・イェジン (嶋村侑)トンジェの秘書の娘。ヘヨン博物館の館長。
パク・トンジェ - イ・スンジェ韓国一の財閥テハン（大韓）グループ会長。
コニ - イ・ギグァン (菅原雅芳)宮廷料理人。宮殿入りしたソルの味方になる。

## 視聴率
| 話数   | 放送日         | TNMS 視聴率    | TNMS 視聴率    | AGB 視聴率     | AGB 視聴率     |
| 話数   | 放送日         | 大韓民国(全国) | ソウル(首都圏) | 大韓民国(全国) | ソウル(首都圏) |
| ------ | -------------- | -------------- | -------------- | -------------- | -------------- |
| 第1話  | 2011年 1月5日  | 13.0%          | 17.1%          | 15.9%          | 17.5%          |
| 第2話  | 2011年 1月6日  | 14.3%          | 17.2%          | 17.6%          | 19.8%          |
| 第3話  | 2011年 1月12日 | 16.2%          | 20.0%          | 20.0%          | 21.7%          |
| 第4話  | 2011年 1月13日 | 17.0%          | 22.7%          | 20.9%          | 23.0%          |
| 第5話  | 2011年 1月19日 | 16.9%          | 21.9%          | 18.8%          | 21.0%          |
| 第6話  | 2011年 1月20日 | 14.0%          | 18.4%          | 18.8%          | 21.3%          |
| 第7話  | 2011年 1月26日 | 14.1%          | 18.2%          | 15.7%          | 17.7%          |
| 第8話  | 2011年 1月27日 | 14.5%          | 18.0%          | 17.4%          | 20.0%          |
| 第9話  | 2011年 2月2日  | 9.9%           | 11.8%          | 12.1%          | 13.6%          |
| 第10話 | 2011年 2月3日  | 8.4%           | 10.1%          | 11.3%          | 13.0%          |
| 第11話 | 2011年 2月9日  | 12.0%          | 14.7%          | 15.2%          | 17.7%          |
| 第12話 | 2011年 2月10日 | 12.4%          | 15.8%          | 14.8%          | 17.0%          |
| 第13話 | 2011年 2月16日 | 12.6%          | 15.5%          | 15.3%          | 17.9%          |
| 第14話 | 2011年 2月17日 | 12.3%          | 15.5%          | 15.1%          | 17.4%          |
| 第15話 | 2011年 2月23日 | 12.0%          | 15.6%          | 14.6%          | 16.7%          |
| 第16話 | 2011年 2月24日 | 12.3%          | 15.4%          | 15.0%          | 17.2%          |

## 関連商品
- 完全版 DVD-SET1　JAN：4988102010805（2011年7月6日発売＜日本版＞）
- 完全版 DVD-SET2　JAN：4988102014070（2011年8月3日発売＜日本版＞）
- オフィシャルメイキングDVD 恋のダイアリー 1　JAN : 4571390723917（2011年12月22日発売）
- オフィシャルメイキングDVD 恋のダイアリー 2　JAN : 4571390723924（2011年12月22日発売）
- サウンドトラック CD+DVD　 JAN：4988005674753（2011年8月24日発売）

Disk1：オリジナル サウンドトラック（CD）
Disk2：BEAST ミュージックビデオ（DVD)
- フィルム・コミック1 キネマ旬報社　ISBN：4873763711 (2011年8月17日発売)
- フィルム・コミック2 キネマ旬報社　ISBN：487376372X  (2011年8月25日発売)
- フィルム・コミック3 キネマ旬報社　ISBN：4873763738（2011年9月1日発売）
- 公式ガイドブック トキメキパブリッシング　ISBN：4048990365（2011年7月1日発売）
- 公式ノベライゼーション ソン・ヒョンギョン：著 トキメキパブリッシング　ISBN：4048990373（2011年7月1日発売）